# St. Ottilia (Lengstein)

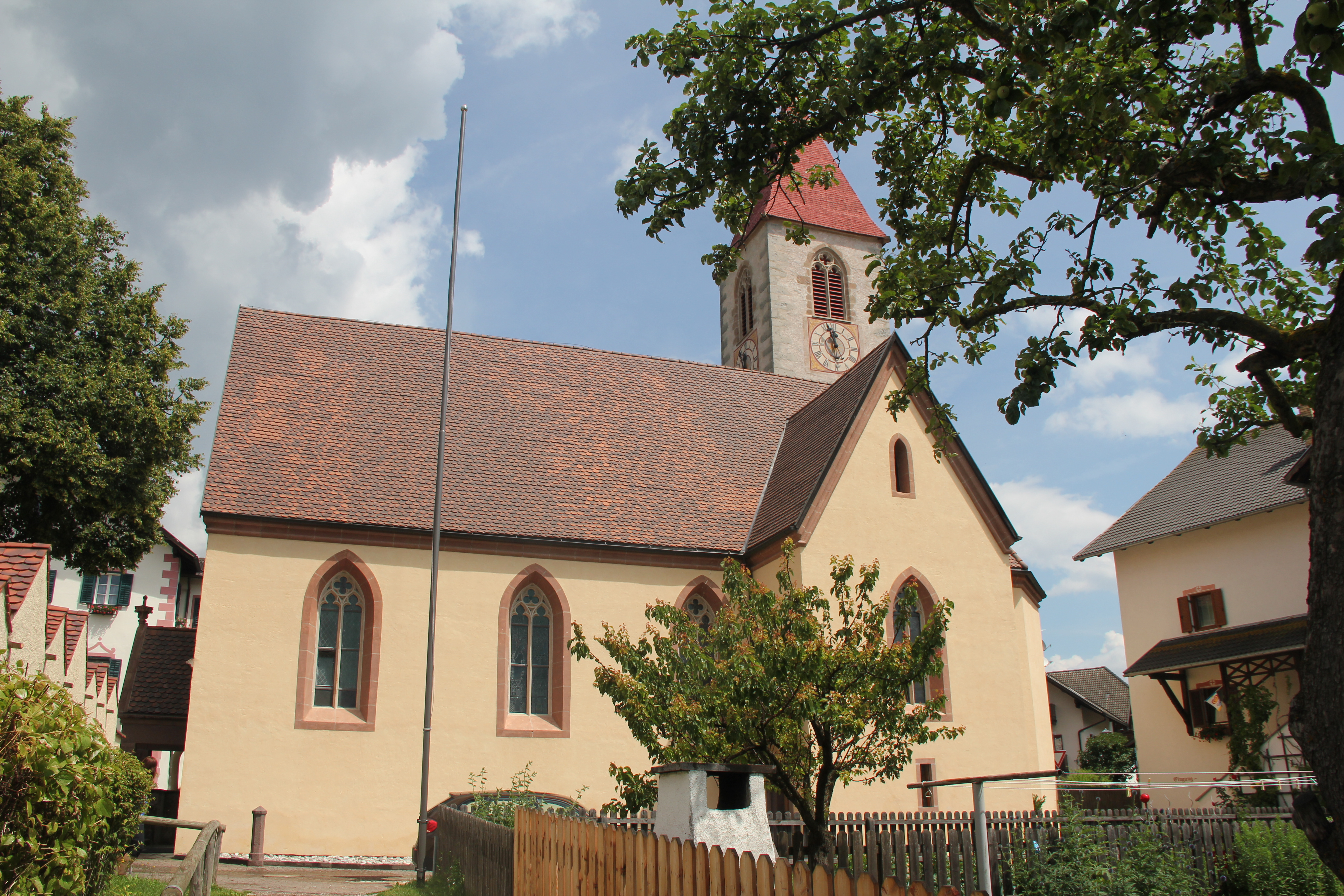
St. Ottilia in Lengenstein

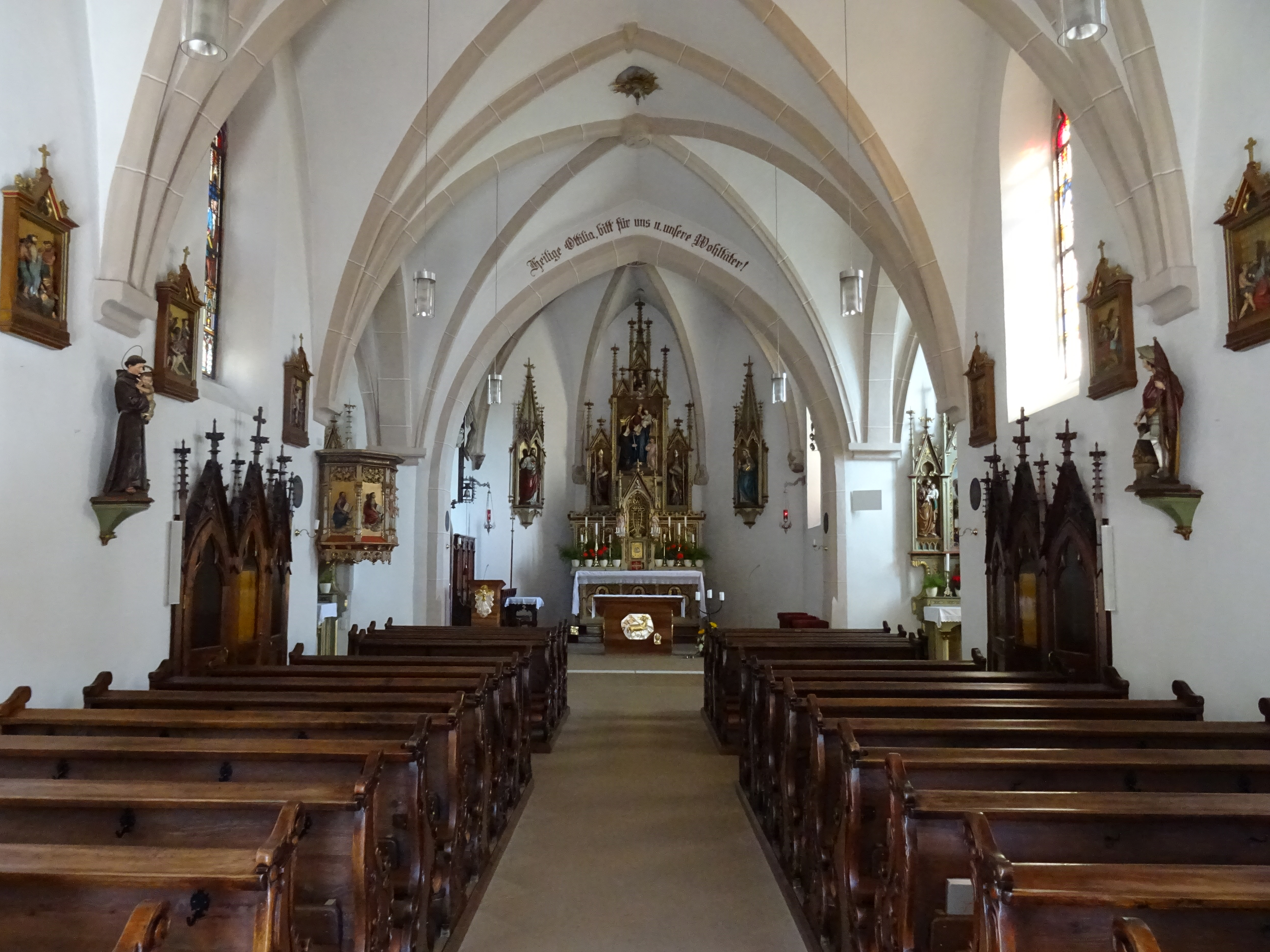
Innenraum Richtung Chor

Die römisch-katholische Pfarrkirche St. Ottilia in Lengstein, einer Fraktion der Gemeinde Ritten in Südtirol, ist ein geschütztes Baudenkmal.

## Geschichte

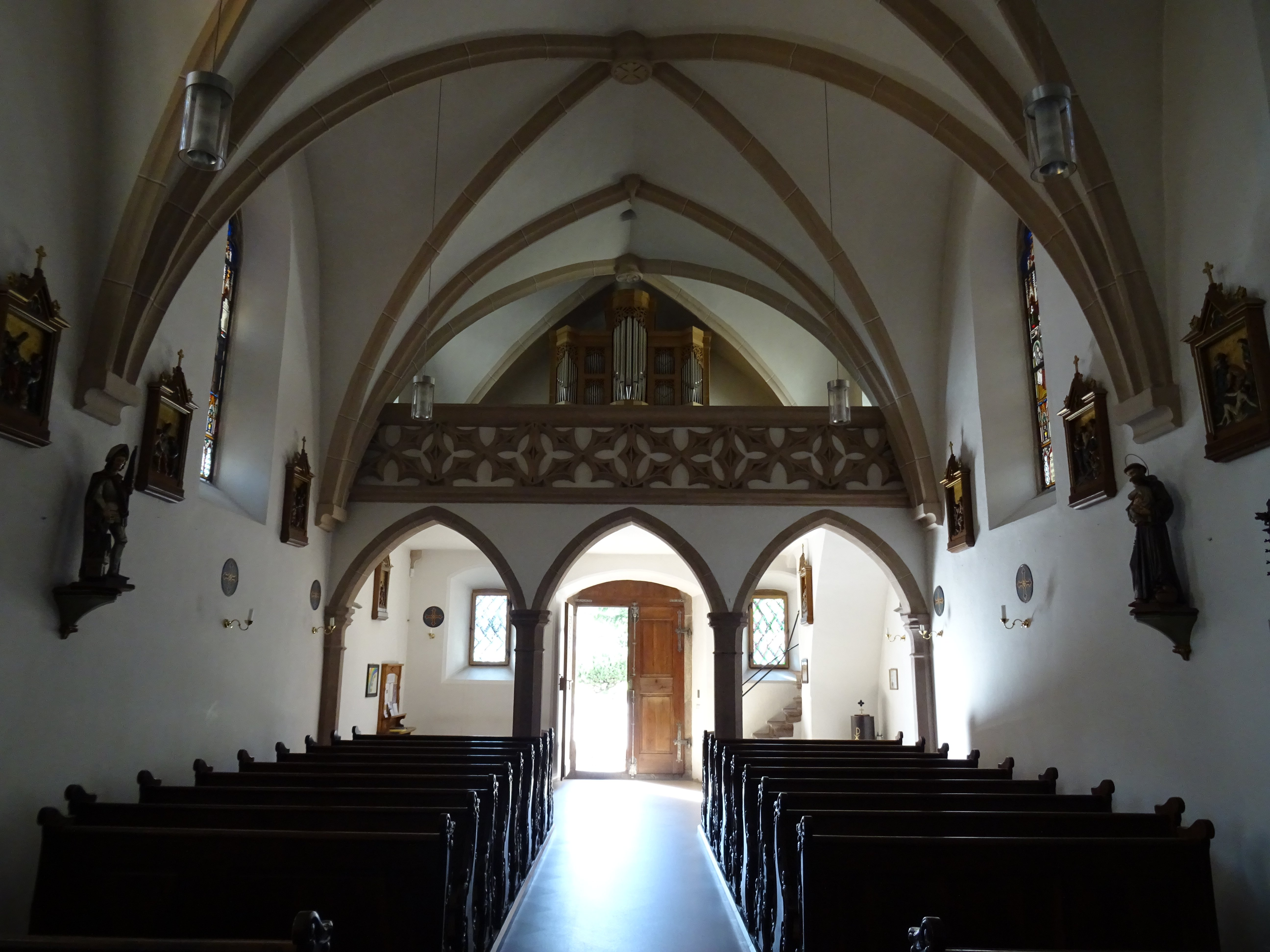
Empore

Der Platz war schon in prähistorischer Zeit besiedelt. Bei einer Ausgrabung auf dem Friedhof neben der Kirche kam um 1830 ein vorchristliches Grab mit einem Bronzeschwert und Schmuckbeigaben zu Tage. Die Kirche wurde am 21. August 1177 erstmals urkundlich erwähnt, als Kaiser Friedrich I. dem Dorf St. Ottilia in Lengenstein das Marktrecht verlieh. 1432 erfolgte die Stiftung einer ewigen Messe in der Kapelle St. Egidius in Lengstein.  
St. Ottilia diente zunächst als Filiale von Lengmoos. Für eine eigene Seelsorge stellte der Deutsche Orden am 19. Mai 1668 dem Pfarradministrator einen Leutpriester zur Seite, der alle vierzehn Tage am Sonntag eine Predigt und unter der Woche eine Messe in Lengstein abhielt, des Weiteren monatlich eine Messe in den Filialkirchen St. Andreas in Antlas und St. Verena in Rotwand. 1707 stiftete der Dekan Peter Kerschbamer ein Benefizium, das man 1787 in eine Lokalkaplanei umwandelte. Am 21. September 1860 schlossen der Deutsche Orden und die Gemeindefraktion Lengstein einen Vertrag, bei der die Trennung von der Mutterpfarrei Lengmoos und Erhebung von Lengstein zur eigenen Pfarrkuratie mit eigenem Friedhof gegen eine Ablösungssumme von 2000 Gulden vollzogen wurde. 1876 wurde das Gotteshaus um einen südlichen Querarm und zwei Langhausjoche erweitert und die Außenfassade erneuert. Am 11. Januar 1983 stellte das Südtiroler Landesdenkmalamt die Pfarrkirche, die Friedhofskapelle und den Friedhof unter Denkmalschutz.

## Beschreibung
Turm und Presbyterium stammen aus dem 15. Jahrhundert. Der südliche Querarm und die zwei Langhausjoche kamen 1876 hinzu. Der Innenraum besitzt ein Kreuzrippengewölbe. 